# Utut Adianto
Utut Adianto Wahyuwidayat (Giakarta, 16 marzo 1965) è uno scacchista e politico indonesiano.
Conseguì il titolo di Grande Maestro nel 1986 all'età di 21 anni, per allora il più giovane indonesiano ad ottenere tale titolo.
Dal 2017 è presidente della Federazione scacchistica indonesiana.
In maggio 2009, con il partito PDI-P, è stato eletto alla Camera dei rappresentanti del popolo, una delle due camere del parlamento indonesiano. In marzo 2018 è diventato Speaker di tale camera.

## Carriera scacchistica
Nel 1979 ha vinto il campionato indonesiano juniores under-19.
Due volte vincitore del Campionato indonesiano (1982 e 1992).
Dal 1982 al 2016 ha partecipato con l'Indonesia a nove Olimpiadi degli scacchi (sei volte in 1a scacchiera), con il risultato complessivo di +45 –22 =35 (61,3%). Ha vinto un oro in 1a scacchiera alle olimpiadi di Istanbul 2000 e un argento in 2a scacchiera alle olimpiadi di Dubai 1986.
Nel 1994 ha vinto il torneo open di Biel.
Ha partecipato a tre campionati del mondo FIDE a eliminazione diretta, senza però superare il secondo turno:
- nel 1999 a Las Vegas ha perso nel 1º turno contro Daniel Fridman;
- nel 2000 a Nuova Delhi e Teheran ha perso nel 2º turno contro Peng Xiaomin;
- nel 2004 a Tripoli ha vinto contro Evgeny Alekseev nel 1º turno, poi nel 2º turno ha perso contro Vladimir Hakobyan.

Nel 2005 la FIDE gli assegnò il titolo di "Senior Trainer" (Istruttore Senior).
La sua ultima competizione di rilievo è stata nelle olimpiadi di Baku 2016, dove realizzò +4 =2 in prima scacchiera.
Ha raggiunto il più alto rating FIDE in gennaio 1995, con 2634 punti Elo (39º al mondo).